# Sandinistische Herstelbeweging
De Sandinistische Herstelbeweging (Spaans: Movimiento de Renovación Sandinista, MRS) is een politieke partij uit Nicaragua.
De partij is gesticht op 18 mei 1995, de 100e verjaardag van Augusto César Sandino, door dissidenten uit het Sandinistisch Nationaal Bevrijdingsfront (FSLN), die vonden dat deze partij de idealen van Sandino had verkwanseld. De partij heeft de hoed van Sandino als logo.